# Joakim Hykkerud
Joakim Hykkerud (Notodden, 10 de febrero de 1986) es un jugador de balonmano noruego que juega de pívot en el Drammen HK y en la Selección de balonmano de Noruega.
Con la selección ganó la medalla de plata en el Campeonato Mundial de Balonmano Masculino de 2017.

## Clubes
- Nottoden HB
- Drammen HK ( -2011)
- Bjerringbro-Silkeborg (2011)
- IFK Kristianstad (2011-2012)
- TSV Hannover-Burgdorf (2012-2017)
- Drammen HK (2017- )